# Astuce du noyau
Pour un article plus général, voir Méthodes à noyaux.
En apprentissage automatique, l'astuce du noyau, ou kernel trick en anglais, est une méthode qui permet d'utiliser un classifieur linéaire pour résoudre un problème non linéaire. L'idée est de transformer l'espace de représentation des données d'entrée en un espace de plus grande dimension, dans lequel un classifieur linéaire peut être utilisé et obtenir de bonnes performances. La discrimination linéaire dans l'espace de grande dimension (appelé aussi espace de redescription[réf. souhaitée]) est équivalente à une discrimination non linéaire dans l'espace d'origine.
L'astuce du noyau est donc le processus au cœur des méthodes à noyaux.

## Principe

Principe du noyau pour apprendre si un point est dans un disque ou non.

À partir des coordonnées d'un point (x, y) dans le plan, impossible de dire s'il est dans le disque orange de rayon 1 ou non, en disant s'il est à gauche ou droite d'une droite du plan. Par contre, si on ajoute {\displaystyle x^{2}+y^{2}} comme une troisième coordonnée, le point devient {\displaystyle (x,y,x^{2}+y^{2})} dans un espace à trois dimensions. On peut affirmer qu'un point se trouve dans le disque s'il est en dessous du plan {\displaystyle x^{2}+y^{2}=1}, c'est-à-dire si {\displaystyle x^{2}+y^{2}\leq 1}.

## Description

### Contexte et principe
L'astuce du noyau s'utilise sur des données que l'on souhaite séparer au moyen d'un algorithme qui ne dépend que du produit scalaire. Après passage de deux vecteurs d'entrée x et y dans un espace de redescription par une transformation φ, l'algorithme n'est plus dépendant que du produit scalaire entre {\displaystyle \varphi (x)} et {\displaystyle \varphi (y)}. En pratique, l'espace de redescription est de dimension plus grande que l'espace des données originales. 
Calculer un produit scalaire dans cet espace est donc très couteux, voire impraticable. L'astuce consiste à remplacer ce calcul par une fonction noyau de la forme :
{\displaystyle K(x,y)=\varphi (x)\cdot \varphi (y).}
Le calcul de {\displaystyle K(x,y)} étant un calcul « facile » et peu couteux, l'algorithme de séparation devient possible en pratique.

### Théorème de Mercer
Selon le théorème de Mercer, une fonction noyau K continue, symétrique et semi-définie positive peut s'exprimer comme un produit scalaire dans un espace de grande dimension. Plus précisément, si les arguments de la fonction noyau sont à valeurs dans un espace mesurable X, et si le noyau est semi-défini positif — i. e.
{\displaystyle \sum _{i,j}K(x_{i},x_{j})c_{i}c_{j}\geq 0}
pour tout sous-ensemble {x1, …, xn} de X, et sous-ensemble {c1, …, cn} d'objets (en général des réels) —, alors il existe une fonction φ dont l'image correspond à un espace préhilbertien possiblement de plus grande dimension tel que :
{\displaystyle K(x,y)=\varphi (x)\cdot \varphi (y).}

### Mise en place et avantages
L'astuce du noyau consiste donc à remplacer un produit scalaire dans un espace de grande dimension par une fonction noyau, facile à calculer.  De cette manière, un classifieur linéaire dans l'espace de redescription (en grande dimension) est équivalent à un classifieur non linéaire sur l'espace d'origine (entrée du noyau, en plus petite dimension). Un autre avantage des fonctions noyau est qu'il n'est pas nécessaire d'expliciter la transformation φ. Celle-ci peut même transformer l'espace d'entrée en un espace de redescription de dimension infini, comme c'est le cas avec le noyau gaussien :
{\displaystyle K(\mathbf {x} ,\mathbf {y} )=\exp \left(-{\frac {\|\mathbf {x} -\mathbf {y} \|^{2}}{2\sigma ^{2}}}\right).}

## Applications
Après avoir été longuement négligée après la publication d'Aizerman de 1964, l'astuce du noyau a été popularisée par Boser et al. dans leur papier fondateur sur les machines à vecteurs de support. L'idée a depuis été appliquée à plusieurs types d'algorithmes en apprentissage automatique et en statistiques :
- perceptrons ;
- machine à vecteurs de support ;

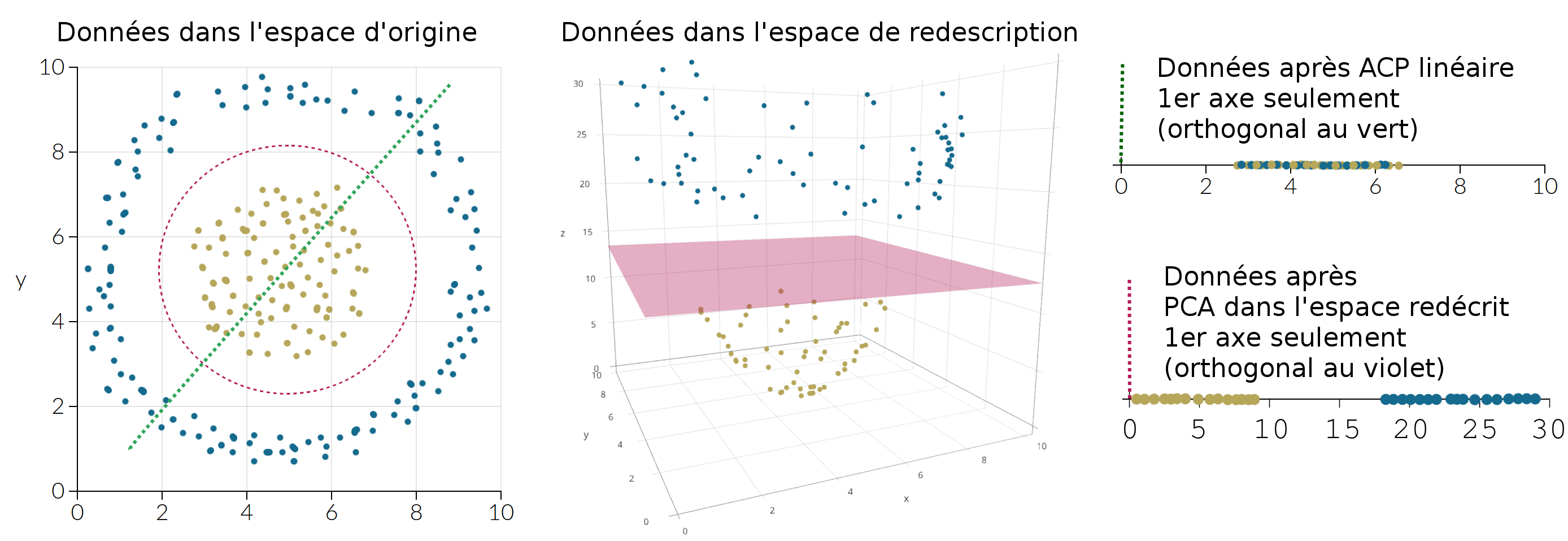
Exemple de modification de l'espace de description de données grâce à une fonction kernel polynomiale pour maximiser la variance d'une Analyse en composantes principales.

- analyse en composantes principales (pour donner l'Analyse en composantes principales à noyaux) ;
- analyse discriminante linéaire ;
- analyse canonique des corrélations (pour donner l'analyse canonique à noyaux) ;
- classification automatique.

## Histoire
L'astuce du noyau a été publiée en 1964 par Aizerman et al..